# Cliffortia rigida
Cliffortia rigida es una especie de planta del género Cliffortia, perteneciente a la familia Rosaceae.

## Taxonomía
Cliffortia rigida fue descrita por August Henning Weimarck en 1948.

## Distribución
Se encuentra en el territorio de las Provincias del Cabo.